# Jacques-Antoine Phélypeaux
Pour les autres membres de la famille, voir Maison Phélypeaux.
Jacques-Antoine Phélypeaux, né vers 1650 et mort à Lodève le 15 avril 1732, est un prélat catholique français, évêque de Lodève de 1690 à 1732.

## Biographie
Jacques Antoine Phélypeaux est un membre de la Famille Phélypeaux il est le fils d'Antoine Phélypeaux (mort en 1665) seigneur du Verger, et de Marie de Villebois (v.1622-1701), fille de Jacques de Villebois, maître d'hôtel du roi.
Son grand-père est Raymond Phélypeaux, secrétaire d'État aux Affaires étrangères. Il est enfin le frère de Raymond Balthazar Phélypeaux.
Jacques-Antoine est reçu docteur en théologie à la Sorbonne le 27 octobre 1681 et il est désigné comme agent général du clergé de France lors de l'Assemblée de 1685. Il reçoit en 1688 l'abbaye de Bourg-moyen au diocèse de Chartres à laquelle il renonce lorsqu'elle est intégrée dans la mense du diocèse de Blois lors de sa création en 1693. 
Il est comme « ancien Agent », secrétaire lors de l'Assemblée générale du clergé de France de 1690, quand il est nommé le 31 octobre à l'évêché de Lodève. Il est confirmé le 25 juin 1692 obtient ses bulles le 1er juillet et est consacré le 24 août par son parent Michel Phélypeaux de la Vrillère archevêque de Bourges ainsi que par Denis-François Bouthillier de Chavigny évêque de Troyes et François d'Argouges évêque de Vannes tous deux membres du « réseau » constitué par la famille Phélypeaux. Il reçoit encore en commende l'abbaye de Nant au diocèse de Vabres le 27 décembre 1694 et celle de Saint-Sauveur de Lodève le 31 octobre 1697.
Il se tient à l'écart des querelles liées à la bulle Unigenitus et obtient encore le 8 janvier 1721 la commende de l'abbaye de Saint-Gilles au diocèse de Nîmes. Prélat mondain qui réside essentiellement à Paris pendant son épiscopat de 40 ans! 'le rédacteur de "Mémoires et Documents Sardaigne 16 fol. 351 aux archives des Affaires Étrangères écrit" il entretenait publiquement une maîtresse, et ceci jusqu'à la mort, et ne se piquait pas de croire en Dieu , ceci fut souffert pendant plus de 40 ans, car il mourut très vieux (82 ans), ET NE SORTIT GUÈRE DE SA PROVINCE"' Saint-Simon trace de lui un portrait peu flatteur : Ce Lodève qui n'avait ni moins d'esprit ni plus de mœurs que son frère et qui  maniait fort le Languedoc grâce à la tolérance de l'intendant en poste à Montpellier, entretenait des maitresses publiquement chez lui et laisse comme souvenir de son épiscopat un tas de bâtards et une grosse fortune car il sut s'enrichir . Il meurt cependant à Lodève dans son diocèse le 15 avril 1732.

## Sources
- Honoré Fisquet, La France pontificale, p. 464-465.
- Charles Frostin, Les Pontchartrain ministres de Louis XIV : Alliances et réseau d'influence sous l'ancien régime, Rennes, Presses universitaires de Rennes, 2006  (ISBN 2753502897).
- (en) Catholic Hierarchy.org: Bishop Jacques-Antoine Phélypeaux .